# Hübners Who is Who
Hübners Who is Who war eine Reihe von Personenlexika des ehemaligen Unternehmens Who is Who Verlag für Personenenzyklopädien AG mit Sitz in Zug in der Schweiz. Die Vermarktung erfolgte mittels Handelsvertretern in zehn weiteren Ländern: Österreich, Deutschland, Polen, Slowakei, Tschechien, Ungarn, Russland, Türkei, Rumänien und Griechenland.
Die Geschäftspraktiken des 2016 insolvent gegangenen Verlages galten als umstritten.

## Entwicklung und Arbeitsweise
1978 erschien die erste Ausgabe der Biographiensammlung Who is Who in Österreich mit ca. 6000 Einträgen. Um der steigenden Anzahl von Neuaufnahmen nachzukommen, wurde 1984 ein Handelsvertreternetzwerk installiert. Die Vermarktung erfolgte in Form von persönlichen Interviews, in deren Rahmen verschiedene Zusatzleistungen verkauft wurden, die das Kerngeschäft des Verlages darstellten. 1989 erschien zum ersten Mal Who is Who in der Bundesrepublik Deutschland. 2002 erschienen in Polen und Tschechien die Werke Who is Who w Polsce und Who is…? (v České republice). Im Jahr darauf wurde das Verlagsprogramm mit Who is Who Magyarországon und Who is Who v Slovenskej republike auf Ungarn und die Slowakei ausgeweitet. 2005 wurden vom Verlag erstmals Biographiensammlungen in Russland, Rumänien, Griechenland und der Türkei herausgegeben.
Aufgenommen wurden Personen, deren Namen der Verlag in allgemein zugänglichen Adress- und Telefonbüchern recherchierte. Die potentiellen Kandidaten wurden von einem Handelsvertreter (später auch oftmals von einer verlagsfremden Person aus der Marketingbranche) aufgesucht. Alle Daten wurden in persönlichen Interviews erhoben und sollten den aufgenommenen Personen in einem Abstand von drei Jahren zur Korrektur und zur Aktualisierung übermittelt werden.
Im Jahr 2016 wurde das Unternehmen nach einem Konkursverfahren liquidiert.

## Kritik
Mehrere Zeitschriften und Einrichtungen wie das Fachorgan Informationsmittel für Bibliotheken, die Süddeutsche Zeitung und die Stiftung Warentest äußerten Kritik an der Personenenzyklopädie. Ihre Vorbehalte bezogen sich auf die nicht nachvollziehbaren Aufnahmekriterien und auf unseriöse Geschäftsmethoden. Letztlich hätte der Verlag das Renommee des markenrechtlich nicht schützbaren Begriffes Who is Who und die damit verbundenen Assoziationen zur Vermarktung seines völlig anders ausgerichteten Lexikons genutzt, was unter Umständen als Täuschung bewertet werden kann. Insbesondere hätte der Verlag Verwechslungen mit dem Prominentenlexikon Wer ist wer? in Kauf genommen. Als weiterer Kritikpunkt wurde vorgetragen, dass bei den Interviews zur Aufnahme der Kurzbiographie in die Druckfassung des Werkes für den Kauf des Buches geworben worden wäre. Undurchschaubar wäre auch die Verknüpfung der Enzyklopädie mit einer angebotenen „Clubmitgliedschaft“ geblieben.
Nach Angaben der Süddeutschen Zeitung, war es dabei üblich „Interviews“ von Unternehmen und Personen durch Anbieter aus dem Telefonmarketing durchführen zu lassen, die ausschließlich auf Provisionsbasis auf den Verkauf des Buches (ab 425 Euro je Band) arbeiteten. Zu den dargestellten Personen zählen beispielsweise Finanzmakler, Heilpraktiker, aber auch Fachanwälte und Einkaufsleiter aus dem Umfeld prominenter Sportler, Schauspieler, Musiker usw., denen am Telefon erzählt wurde, es läge eine „Empfehlung“ für ihre Aufnahme vor – man dürfe ihnen nur leider nicht mitteilen von wem.